# Akira Sone
Akira Sone  (Japans: 素根輝, Sone Akira) (Kurume, 9 juli 2000) is een Japans judoka. 
Some werd in 2019 wereldkampioen. Tijdens de Olympische Zomerspelen van Tokio won zij de gouden medaille in het zwaargewicht en de zilveren medaille met het Japanse team.

## Olympische Zomerspelen
| Editie | Plaats | Resultaten                            |
| ------ | ------ | ------------------------------------- |
| 2021   | Tokio  | zwaargewicht Gemengde landenwedstrijd |

## Wereldkampioenschappen
| Jaar | Plaats | Resultaten          |
| ---- | ------ | ------------------- |
| 2019 | Tokio  | zwaargewicht · team |
| 2023 | Doha   | zwaargewicht · team |

1992: Zhuang Xiaoyan ·
1996: Sun Fuming ·
2000: Yuan Hua ·
2004: Maki Tsukada ·
2008: Tong Wen · 
2012: Idalys Ortíz · 
2016: Émilie Andéol · 
2020: Akira Sone · 
2024: Beatriz Souza